# Принцип відповідних станів
Принцип відповідних станів (англ. principle of corresponding states) — рівняння для реальних газів, що є ідентичним до рівняння стану ідеального газу, записане з використанням зведених
температури, тиску й об'єму. Для близьких за природою речовин, якщо значення двох зведених величин для якоїсь речовини або й суміші співпадають, значення третьої зведеної величини теж будуть співпадати.
Закон відповідних станів по суті свідчить, що всі речовини підкоряються одному рівнянню стану, якщо це рівняння виразити через наведені змінні. Цей закон є наближеним і дозволяє досить просто оцінювати властивості щільного газу або рідини з точністю близько 10-15 %. Спочатку був сформульований Ван-дер-Ваальсом в 1873 р.